# 桑特利
桑特利（法語：Sentelie，法語發音：[sɑ̃tli]）是法国上法蘭西大區索姆省的一个市镇，属于亚眠区。

## 地理
桑特利（49°43'28"N, 2°1'37"E）面积5.53 平方千米，位于法国上法蘭西大區索姆省，该省份为法国北部沿海省份，北起加来海峡省和北部省，西接滨海塞纳省和大西洋英吉利海峡，南至瓦兹省，东临埃纳省。
与桑特利接壤的市镇（或旧市镇、城区）包括：达尔日、贝尔日库尔、布拉西、库尔塞勒苏图瓦、吉藏库尔、皮卡第地区普瓦、图瓦。

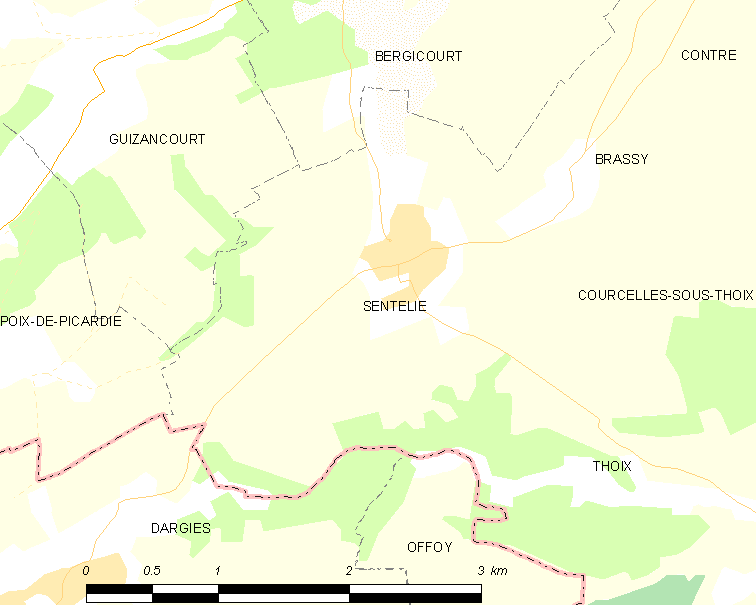
桑特利的OSM定位图

桑特利的时区为UTC+01:00、UTC+02:00（夏令时）。

## 行政
桑特利的邮政编码为80160，INSEE市镇编码为80734。

## 政治
桑特利所属的省级选区为努瓦河畔阿伊县。

## 人口

1962-2008年间桑特利人口变化图示

桑特利于2022年1月1日时的人口数量为212人。